# Ex vivo
Ex vivo (Latijn: buiten het levende) is een toepassing buiten het lichaam.
In de wetenschap betekent ex vivo een experiment met levend weefsel, buiten het lichaam. Dit kan een heel orgaan betreffen, of cellen die vers geïsoleerd zijn uit een orgaan. Het weefsel kan in een laboratorium onder steriele condities gekweekt worden. Hierdoor kunnen bepaalde experimenten onder gecontroleerde condities uitgevoerd worden, wat in een organisme niet mogelijk zou zijn. Het verschil tussen ex vivo en in vitro in de wetenschap is, dat bij ex vivo gebruikgemaakt wordt van vers geïsoleerd weefsel, terwijl bij in vitro meestal sprake is van al zeer lang in kweek zijnde (eventueel geïmmortaliseerde) cellen (cellijnen).
Een ex-vivotoepassing in de geneeskunde is de ex-vivogentherapie. Hierbij worden de te behandelen cellen eerst uit het lichaam van de patiënt gehaald. Dit kunnen bijvoorbeeld cellen uit het beenmerg zijn, die met een naald uit een bot van de patiënt worden opgezogen. Uit bloed kunnen bloedcellen gehaald worden. Ook kunnen cellen gehaald worden uit een stukje huid of lever, dat operatief is verwijderd. Die cellen worden vervolgens in het laboratorium voorzien van de juiste genen en daarna weer teruggeplaatst in de patiënt.